# Jampel Thrinle
| Tibetische Bezeichnung               |
| ------------------------------------ |
| Tibetische Schrift: འཇམ་དཔལ་ཕྲིན་ལས་   |
| Andere Schreibweisen: Jampel Trinley |
| Chinesische Bezeichnung              |
| Vereinfacht: 坚白赤列; 坚白赤烈      |
| Pinyin:Jianbai Chilie                |

Jampel Thrinle (Wylie:  'jam dpal phrin las) (geb. 1913; gest.  1984) bzw. Gyepa Khensur Jampel Thrinle (Wylie: rgyas pa mkhan zur 'jam dpal phrin las) war ein tibetischer Geistlicher und Politiker der Gelug-Schule. Er stammt aus Markham. Er war ein Vertreter einer Inkarnationsreihe des Siwu-Klosters in Markham. Als Kind begann er seine Ausbildung im Kloster Drepung. Im Jahr 1942 absolvierte mit dem Grad eines Geshe Lharampa (Doktor der Buddhistischen Philosophie). Er wurde zum Khenpo eines Dratshang des Klosters Drepung  ernannt. Seit 1959 war er Vizevorsitzender der 2. bis 4. Politischen Konsultativkonferenz des Autonomen Gebiets Tibet, der 4. Vizevorsitzende der Chinesischen Buddhistischen Vereinigung und Präsident von deren Tibet-Zweig.